# Александрово (Макарьевский район)
Александрово — деревня в Макарьевском районе Костромской области России. Входит в состав Николо-Макаровского сельского поселения.

## География
Деревня находится в южной части Костромской области, в подзоне южной тайги, на правом берегу реки Водгати, на расстоянии приблизительно 27 километров (по прямой) к юго-западу от города Макарьева, административного центра района.

## История
Деревня основана около 1829 года помещиком Безобразовым А. М.
По ревизским сказкам 1834 года во вновьпоселённой (недавно основанной) деревне, которая называлась изначально "Аннинская", предположительно, в честь дочери этого помещика, 10 дворов. Основная часть жителей переведена туда из деревни Натальино (Жуково) того же помещика в 1829 году.
В 1836 году ещё 3 семьи переведены в Аннинское из деревень Волоколамского уезда. По легенде, жителей деревни помещик сослал сюда из других областей центральной Росии за некий бунт, из-за чего за жителями деревни закрепилось прозвище "ссылошные", сохранившееся до 20 века.
Численность жителей менялась следующим образом.
1834 год - 93 человека.
1850 год - 103.
1857 год - 110.
около 1870 года - 112.
около 1907 года - 155.
В 20 веке численность сокращалась, особенно во второй половине 20 века. В 1990-х годах деревня запустела.

### Климат
Климат характеризуется как умеренно континентальный, с умеренно холодной многоснежной зимой и коротким сравнительно тёплым летом. Средняя температура воздуха самого холодного месяца (января) — −12 °C; самого тёплого месяца (июля) — 18 °C . Безморозный период длится около 130 дней. Продолжительность периода активной вегетации растений (выше 10 °C) составляет примерно 110—140 дней. Годовое количество атмосферных осадков —около 600 мм, из которых большая часть выпадает в тёплый период. Снежный покров держится в течение 150—155 дней.

### Часовой пояс
Деревня Александрово, как и вся Костромская область, находится в часовой зоне МСК (московское время). Смещение применяемого времени относительно UTC составляет +3:00.

## Население
| 2008 | 2010 | 2014 |
| ---- | ---- | ---- |
| 0    | →0   | →0   |

### Национальный состав
Согласно результатам переписи 2002 года, в национальной структуре населения русские составляли 100 % из 2 чел.